# Saison 1 d'Esprits criminels : Unité sans frontières
Chronologie
Saison 2
Cet article présente les treize épisodes de la première saison de la série télévisée spiderman
américaine Esprits criminels : Unité sans frontières (Criminal Minds: Beyond Borders).

## Synopsis
Une unité internationale du FBI est chargée d'aider et de résoudre des crimes impliquant des citoyens américains dans les pays étrangers.

## Distribution

### Acteurs principaux
- Gary Sinise (VF : Bernard Gabay) : agent spécial superviseur Jack Garrett, chef de l'Unité Internationale
- Alana de la Garza (VF : Chantal Baroin) : agent spécial superviseur Clara Seger
- Daniel Henney (VF : Anatole de Bodinat) : agent des opérations spéciales Matthew « Matt » Simmons
- Tyler James Williams (VF : Pierre Casanova) : Russ « Monty » Montgomery, analyste technique
- Annie Funke (en) (VF : Olivia Luccioni) : Dr Mae Jarvis, médecin légiste

### Invités
- Joe Mantegna (VF : Hervé Jolly) : agent spécial David Rossi (épisode 1)
- Anjali Bhimani (VF : Isabelle Langlois) : Hasina (épisode 2)
- Kirsten Vangsness (VF : Laëtitia Lefebvre) : Penelope Garcia, analyste (épisode 3)
- Tina Lifford (en) (VF : Cathy Cerda) : Brenda Willis (épisode 3)
- Lothaire Bluteau : le commissaire Pierre Clement (épisode 5)
- Gil McKinney : John Davis (épisode 6)
- Autumn Reeser : Sue « Susie » Davis (épisode 6)
- Yancey Arias : l'officier Tillet (épisode 6)
- John Getz : Randal Cowan (épisode 6)
- Ali Hillis : Grace Carson (épisode 7)
- Michael Benyaer : Salah Sabila (épisode 7)
- Matthew Settle : Daniel Wolf (épisode 8)
- Sonya Walger : Marion Codwell (épisode 9)
- Cliff Simon : Curtis Miller (épisode 10)
- Mykelti Williamson : le brigadier général Yazee Zwane (épisode 10)
- Musetta Vander : Miriam Nell (épisode 10)
- Lombardo Boyar : Cedro Pena (épisode 11)
- Tony Plana : le père Consolmango (épisode 12)
- Sherry Stringfield (VF : Emmanuèle Bondeville) : Karen Garrett, la femme de Jack (épisode 13)

## Diffusions
Aux États-Unis, la série, initialement prévue pour le 2 mars 2016 et repoussée de deux semaines, est diffusée à partir du 16 mars 2016 sur CBS et simultanément sur le réseau CTV au Canada.

## Liste des épisodes

### Épisode 1:Le Monde pour limite
- États-Unis /  Canada : 16 mars 2016 sur CBS[3] / CTV
- Suisse : 28 août 2016 sur RTS Un[5]
- France : 1er septembre 2016 sur M6[6]
- Belgique : 20 décembre 2016[7] sur RTL-TVI[8]

- États-Unis : 8,88 millions de téléspectateurs[9] (première diffusion)
- Canada : 2,67 millions de téléspectateurs[10] (première diffusion + différé 7 jours)

- Joe Mantegna (agent spécial David Rossi)
- Keong Sim (officier Taksin)
- Nora Rothman (Sarah Harris)
- Austin Saunders (Laura Johnson)
- Scott Alin (Jeff Little)
- Conn Barrett (Madame Little)
- Austin Brooks (Frank)
- Maritza Cabrera (Alisha Paun)
- Laura Carson (Julie)

- D'introduction : « La lumière finit par éclairer ce qui se passe dans l'ombre » d'un proverbe thaï.

### Épisode 2:Mauvais Karma
- États-Unis /  Canada : 23 mars 2016 sur CBS / CTV
- Suisse : 28 août 2016 sur RTS Un
- France : 1er septembre 2016 sur M6
- Belgique : 20 décembre 2016 sur RTL-TVI

- États-Unis : 7,75 millions de téléspectateurs[11] (première diffusion)
- Canada : 2,41 millions de téléspectateurs[12] (première diffusion + différé 7 jours)

- Anjali Bhimani (Hasina)
- Zylan Brooks (Janice Duncan)
- Jay Charan (voix de l'indien)
- Cameron Cowperthwaite (Zak)
- Hari Dhillon (agent Deepak Singh)
- J. Michael Evans (Travis Barnes)
- Cate Frost (Carli Moses)
- Aidan Visyak Glass (Aiden)

- D'introduction : « Je ne prie pas pour être préserver des dangers mais pour les affronter sans crainte, je n'implore pas pour l'apaisement de ma souffrance mais pour avoir le cœur de la surmonter » de Rabindranath Tagore.

### Épisode 3:Les Insoumis
- États-Unis /  Canada : 30 mars 2016 sur CBS / CTV
- Suisse : 29 août 2016 sur RTS Un
- France : 1er septembre 2016 sur M6
- Belgique : 27 décembre 2016 sur RTL-TVI

- États-Unis : 7,07 millions de téléspectateurs[13] (première diffusion)
- Canada : 2,181 millions de téléspectateurs[14] (première diffusion + différé 7 jours)

- Kirsten Vangsness (Penelope Garcia)
- Aline Elasmar (Neith Ghannam)
- Tina Lifford (Brenda Willis)
- Anthony Azizi (Arkem Sarkis)
- Sam Adegoke (Hank Willis)
- Naz Deravian (Haiffa Said)
- Junes Zahdi (Malik Said)
- Ammar Daraiseh (Omar)
- Danny Hamouie (Safar Arabi)

- D'introduction : « Fier vous à vos convictions même si votre raison les trouve absurde » d'un proverbe égyptien.

### Épisode 4:Seppuku
- États-Unis /  Canada : 6 avril 2016 sur CBS / CTV
- Suisse : 4 septembre 2016 sur RTS Un
- France : 8 septembre 2016 sur M6
- Belgique : 27 décembre 2016 sur RTL-TVI

- États-Unis : 7,44 millions de téléspectateurs[15] (première diffusion)
- Canada : 2,104 millions de téléspectateurs[16] (première diffusion + différé 7 jours)

- Josh Cassaubon (Kristopher « Kris » Hall)
- David Haack (Damian Hall)
- Hira Ambrosino (Kazumi Fukui)
- Yukiyoshi Ozawa (Ryo Mirrante)
- Sharon Omi (Mme Nakano)
- Takashi Yamaguchi (Yukio)
- Shu Sakimoto (Akio Nakano)

- D'introduction : « Le clou qui dépasse appelle le marteau » d'un proverbe japonais.

- Cet épisode a été diffusé à 21 h dans son pays d'origine.

### Épisode 5:Paris la nuit
- États-Unis /  Canada : 6 avril 2016 sur CBS / CTV
- Suisse : 4 septembre 2016 sur RTS Un
- France : 8 septembre 2016 sur M6
- Belgique : 3 janvier 2017 sur RTL-TVI

- États-Unis : 6,98 millions de téléspectateurs[15] (première diffusion)
- Canada : 2,222 millions de téléspectateurs[16] (première diffusion + différé 7 jours)

- Lothaire Bluteau (le commissaire Pierre Clement)
- Bobby T (officier Rankin)
- Elisabeth Hower (Samantha Wade)
- Ivo Nandi (Paul Mossier)
- Meredith Riley Stewart (Bianca Lewis)
- Hadeel Sittu (Sheila Martin)
- Anna Campbell (Alexandra Lafayette)
- Daniel Messier (Dr Alain Gilles)
- A Leslie Kies (Amy Wallace)
- Cherish Monique Duke (Renee Alston)
- Kate Hamilton (Katherine Barker)

- D'introduction : « Les liens entre un être et nous n'existent que dans notre pensée » de Marcel Proust.

### Épisode 6:Lune de miel en enfer
- États-Unis /  Canada : 13 avril 2016 sur CBS / CTV
- Suisse : 11 septembre 2016 sur RTS Un
- France : 15 septembre 2016 sur M6
- Belgique : 3 janvier 2017 sur RTL-TVI

- États-Unis : 7,91 millions de téléspectateurs[17] (première diffusion)
- Canada : 1,993 million de téléspectateurs[18] (première diffusion + différé 7 jours)

- Gil McKinney (John Davis)
- Autumn Reeser (Sue « Susie » Davis)
- Christine Kellogg-Darrin (Mary Davis)
- Granville Ames (Steven Davis)
- Yancey Arias (offiicer Tillet)
- John Getz (Randal Cowan)
- Jonathan Medina (Antonio Cayetan)
- Gabrielle Made (le manager de l'hôtel)
- Mustafa Harris (le chauffeur)
- Burgundy Ruth (UnSub Daughter 1)
- Cali Frigo (UnSub Daughter 2)
- Deanna Shepherd (UnSub Daughter 3)
- Katie Cooper (la femme canadienne / Trish Jackson)
- Katy Foley (Dutch Woman / Monika Mikkelson)

- D'introduction : « Chaque voyage a une destination secrète que le voyageur ignore » d'une source inconnue.

### Épisode 7:Les Hommes bleus
- États-Unis /  Canada : 20 avril 2016 sur CBS / CTV
- Suisse : 11 septembre 2016 sur RTS Un
- France : 15 septembre 2016 sur M6
- Belgique : 10 janvier 2017 sur RTL-TVI

- États-Unis : 7,55 millions de téléspectateurs[19] (première diffusion)
- Canada : 2,09 millions de téléspectateurs[20] (première diffusion + différé 7 jours)

- Kelly Frye (Kristy Simmons)
- Ezra Dewey (Jake Simmons)
- Declan Whaley (David Simmons)
- Wendy Phillips (Kate Carson)
- Peter Banifaz (Hassan)
- Tony Pasqualini (Peter Carson)
- Rachid Sabitri (Ben)
- Fouad Hajji (Amajagh)
- Marwan Salama (Cadi)
- Wiley Pickett (Veidt)
- Zuhair Haddad (Rains)
- Ali Hillis (Grace Carson)
- Michael Benyaer (Salah Sabila)
- CJ Forst (Wayne)
- Maz Siam (Chieftain)
- Paris Benjamin (Camp Matron)
- Camille Ameen (la mère)

- D'introduction : « Vous êtes les arcs d'où partent vos enfants tels des flèches vivantes » de Gibran Khalil Gibran.

### Épisode 8:Le Massacre des innocents
- États-Unis /  Canada : 27 avril 2016 sur CBS / CTV
- Suisse : 18 septembre 2016 sur RTS Un
- France : 22 septembre 2016 sur M6
- Belgique : 10 janvier 2017 sur RTL-TVI

- États-Unis : 6,58 millions de téléspectateurs[21] (première diffusion)
- Canada : 1,975 million de téléspectateurs[22] (première diffusion + différé 7 jours)

- Matthew Settle (Daniel Wolf)
- Crystal Allen (Jessica Wolf)
- Brooklyn Silzer (Megan Wolf)
- Asher Angel (Ryan Wolf)
- Angelica Celaya (C.I. Silvia Ruiz)
- Aaron Behr (Rafael Acosta)
- Matt Miller (le conseiller général Patrick Hillis)
- Rob Brownstein (Raymond Wright)
- Brenda Bakke (Diana Reed)
- Steven M. Gagnon (Mark Reed)
- Jolene Kay (Blonde Woman (Laura Hayes))
- Juan Carlos Cantu (le révérend Estaban Soria)
- Jane Santos (l'employée au bureau)
- George Tovar (le garde de sécurité)
- Frank Miranda (PLN Guard)

- D'introduction : « L'ordre parfait est le précurseur de la parfaite horreur » de Carlos Fuentes.

### Épisode 9:D'amour et de haine
- États-Unis /  Canada : 4 mai 2016 sur CBS / CTV
- Suisse : 18 septembre 2016 sur RTS Un
- France : 22 septembre 2016 sur M6
- Belgique : 10 janvier 2017 sur RTL-TVI

- États-Unis : 6,82 millions de téléspectateurs[23] (première diffusion)
- Canada : 2,078 millions de téléspectateurs[24] (première diffusion + différé 7 jours)

- Mandy Jane Turpin (Stephanie Peters)
- Juliette Angelo (Emma Peters)
- Scott Christopher (Glenn Peters)
- Nick Massouh (Abu Hakim Al Badi)
- Cas Anvar (Dale Hanah)
- Jon Minch (United States Ambassador)
- Anne Bedian (Rabia Bayar)
- Jay Abdo (Erdem Bayar)
- Atif Hashwi (Emir Bayar)
- Sonya Walger (Marion Codwell)
- Nihan Gur (Receptionist)
- Ben Maccabee (Marko Bashir)

- D'introduction : « L'homme que le soleil a brûlé connaît la valeur de l'ombre » d'un proverbe turc.

### Épisode 10:Pretorius
- États-Unis /  Canada : 11 mai 2016 sur CBS / CTV
- Suisse : 25 septembre 2016 sur RTS Un
- France : 29 septembre 2016 sur M6
- Belgique : 17 janvier 2017 sur RTL-TVI

- États-Unis : 6,05 millions de téléspectateurs[25] (première diffusion)
- Canada : 1,562 million de téléspectateurs[26] (première diffusion + différé 7 jours)

- Cliff Simon (Curtis Miller)
- Mykelti Williamson (Brigadier General Yazeen Zwane)
- Austin James (Brandon Smit)
- Skyler Seymour (Timothy « Tim » Smit)
- Musetta Vander (Miriam Nell)
- Kegn Matungulu (Ibhuloho Thug #2)
- Garikayi Mutambirwa (Lieutenant Okoye)
- Brenda Bakke (Camille Smit)
- Arnold Vosloo (Armand Smit)
- Bahni Turpin (Lieutenant Ananda Doshi)
- Mike Falkow (Kurt Adams)
- Sean Cameron Michael (Noah Coetzee)
- Jakki Jandrell (Lydia Coetzee)
- Dayo Ade (Paul Ntombi)

- D'introduction : « L'espoir ne tue pas » d'un proverbe zoulou.

- Cet épisode a été diffusé à 21 h aux États-Unis.

### Épisode 11:Les Amants meurtriers
- États-Unis /  Canada : 11 mai 2016 sur CBS / CTV
- Suisse : 25 septembre 2016 sur RTS Un
- France : 29 septembre 2016 sur M6
- Belgique : 17 janvier 2017 sur RTL-TVI

- États-Unis : 5,94 millions de téléspectateurs[25] (première diffusion)
- Canada : 1,562 million de téléspectateurs[26] (première diffusion + différé 7 jours)

- Lombardo Boyar (Cedro Pena)
- Ambyr Childers (Natalie Knox)
- Michael William Freeman (Nick Jamison)
- Matias Ponce (Rodrigo Fernandez)
- Rey Borge (Clerk)
- Sergio Sanchez (Alejandro)
- Victor Rivers (Nestor Diaz)
- Gregory North (Ambassador Sweeting)
- Mark Jacobson (Austin Morrison)
- Tom Connolly (Simon Kotner)
- Eric Urbiztondo (Danny Fernandez)
- Carolina Espiro (Maria Fernandez)
- Augusto Aguilera (Javier Garcia)
- Andy Wagner (Stan Williams)
- Kim Irwin Dildine (Reporter)

- D'introduction : « Beau dans sa misère, capable d'amour au milieu des malheurs et des épreuves, l'homme ne trouve sa grandeur, sa pleine mesure, que dans le royaume de ce monde » de Alejo Carpentier.

### Épisode 12:Le Matador
- États-Unis /  Canada : 25 mai 2016 sur CBS / CTV
- Suisse : 2 octobre 2016 sur RTS Un
- France : 6 octobre 2016 sur M6
- Belgique : 17 janvier 2017 sur RTL-TVI

- États-Unis : 5,74 millions de téléspectateurs[27] (première diffusion)
- Canada : 1,619 million de téléspectateurs[28] (première diffusion + différé 7 jours)

- Tony Plana (Father Consolmango)
- Carlos Leal (Detective Benjamin Esposito)
- Juan Javier Cardenas (Simon Alonso)
- Natalia Castellanos (Claudia Fuentes)
- Christopher Goodman (Clint Smith)
- Gerald Webb (Kevin Garcia)
- Robert Henry (Lew Donovan)
- Gerry Del Sol (Xavi Alonso)
- Jeff Torres (Carlos Villa)
- Scott Dean (Tony Downs)
- Elka Rodriguez (Isa Rodriguez Pareja)
- Oliver Rayon (ND Pamplona Officer)
- John Patrick Barry (Rob Tanida)

- D'introduction : « Trop de bon sens, n'est-ce pas de la folie et la folie suprême n'est-elle pas de voir la vie telle qu'elle est et non telle qu'elle devrait être ? » de Miguel de Cervantes.

- Cet épisode sera diffusé à 21 h aux États-Unis.

### Épisode 13:Pour la vie d'un enfant
- États-Unis /  Canada : 25 mai 2016 sur CBS / CTV
- Suisse : 2 octobre 2016 sur RTS Un
- France : 6 octobre 2016 sur M6
- Belgique :  17 janvier 2017 sur RTL-TVI

- États-Unis : 5,19 millions de téléspectateurs[27] (première diffusion)
- Canada : 1,619 million de téléspectateurs[28] (première diffusion + différé 7 jours)

- Kelly Frye (Kristy Simmons)
- Ezra Dewey (Jake Simmons)
- Declan Whaley (David Simmons)
- Ron Melendez (Owen Wagner)
- Laura Allen (Emily Wagner)
- Treva Etienne (General Brasier)
- Sherry Stringfield (Karen Garrett)
- Sofia Danielle Rosinsky (Grace Wagner)
- Kingston Foster (Abby Wagner)
- John Antonini (Michael Osborne)
- Leslie L. Miller (Saraphina "Sara" Labeau)
- Yvans Jourdain (Jean-Paul)
- Constance Ejuma (Leila)
- Joberde Metellus (Osse)
- Brittany Uomoleale (Josie Garrett)
- Skye Barrett (Elsie Labeau)
- Noble Jones (Samuel)

- D'introduction : « Au de-là des montages, d'autres montagnes » d'un proverbe haïtien.